# 玛丽亚达费
玛丽亚达费是巴西米纳斯吉拉斯州的一个市镇。总面积203.774平方公里，总人口14249人，人口密度69.9人/平方公里。